# Nationalpark Pyhä-Luosto
Der Nationalpark Pyhä-Luosto, originalsprachlich finnisch Pyhä-Luoston kansallispuisto und schwedisch Pyhä-Luosto nationalpark, ist ein Nationalpark im Norden Finnlands. Er liegt in der Provinz Lappland im Gebiet der Gemeinden Pelkosenniemi, Kemijärvi und Sodankylä. Er hat eine Fläche von 142 km² und besteht aus den Fjells Pyhätunturi und Luosto. Der Nationalpark entstand 2005, als dem 1938 gegründeten Nationalpark Pyhätunturi das nordöstlich gelegene Gebiet um das Fjell Luosto angegliedert wurde.
Die Fjells Pyhätunturi und Luosto bilden eine 35 Kilometer lange Bergkette, die sich deutlich von der flachen Umgebung abhebt. Die höchsten Gipfel sind der Noitatunturi (540 m) und Ukko-Luosto (514 m). Sie besteht aus harten Quarziten, die der Erosion standhalten konnten und durch die Gletscher des Eiszeitalters zu runden Fjells abgeschliffen wurden. Das Schmelzwasser der Gletscher bildete zwischen den Gipfeln tief eingeschnittene Täler. Deren größtes ist das 220 Meter tiefe Tal Isokuru zwischen den Gipfeln Kultakero und Ukonhattu.
Am Fuß der Fjells erstrecken sich ausgedehnte Aapamoore, während die unteren Teile der Hänge mit Nadelbäumen bestanden sind. Die Wälder südwestlich der Gipfel Ukko-Luosto und Lampivaara sind unberührte, über 400 Jahre alte Urwälder. Die Baumgrenze verläuft auf einer Höhe von 320 bis 400 Metern. Zur Tierwelt von Pyhä-Luosto gehören unter anderem Fischotter, Braunbären, Elche und Rentiere sowie 128 verschiedene Vogelarten.
Den Samen, die ursprünglich das Gebiet von Pyhä-Luosto bewohnten, war der Pyhätunturi heilig (der Name Pyhätunturi kann als „heiliges Fjell“ gedeutet werden). Auch Toponyme wie Noitatunturi („Hexenfjell“) oder Uhriharju („Opfergrat“) erinnern an die schamanistische Religion der Samen, während Namen wie Pyhäkasteenlampi („heiliger Taufen-Teich“) auf die Christianisierung der Samen zwischen 1620 und 1680 hinweist. Ursprünglich wurden in der Umgebung der Fjells wilde Waldrentiere gejagt, heute werden in dem Gebiet halbdomestizierte Rentiere gehalten. Vom Ende des 19. Jahrhunderts bis zur Gründung des Nationalparks 1938 wurde am Pyhätunturi Forstwirtschaft betrieben.
Sowohl am Pyhätunturi als am Luosto befinden sich Skisportzentren. Ein Informationszentrum am Pyhätunturi stellt die Natur und Geschichte des Nationalparks vor. Im Nationalpark befinden sich ein Netz von Wanderwegen mit einer Gesamtlänge von rund 150 Kilometern, im Winter werden 220 Kilometer Skiloipen angelegt.